# Nowy Soloniec

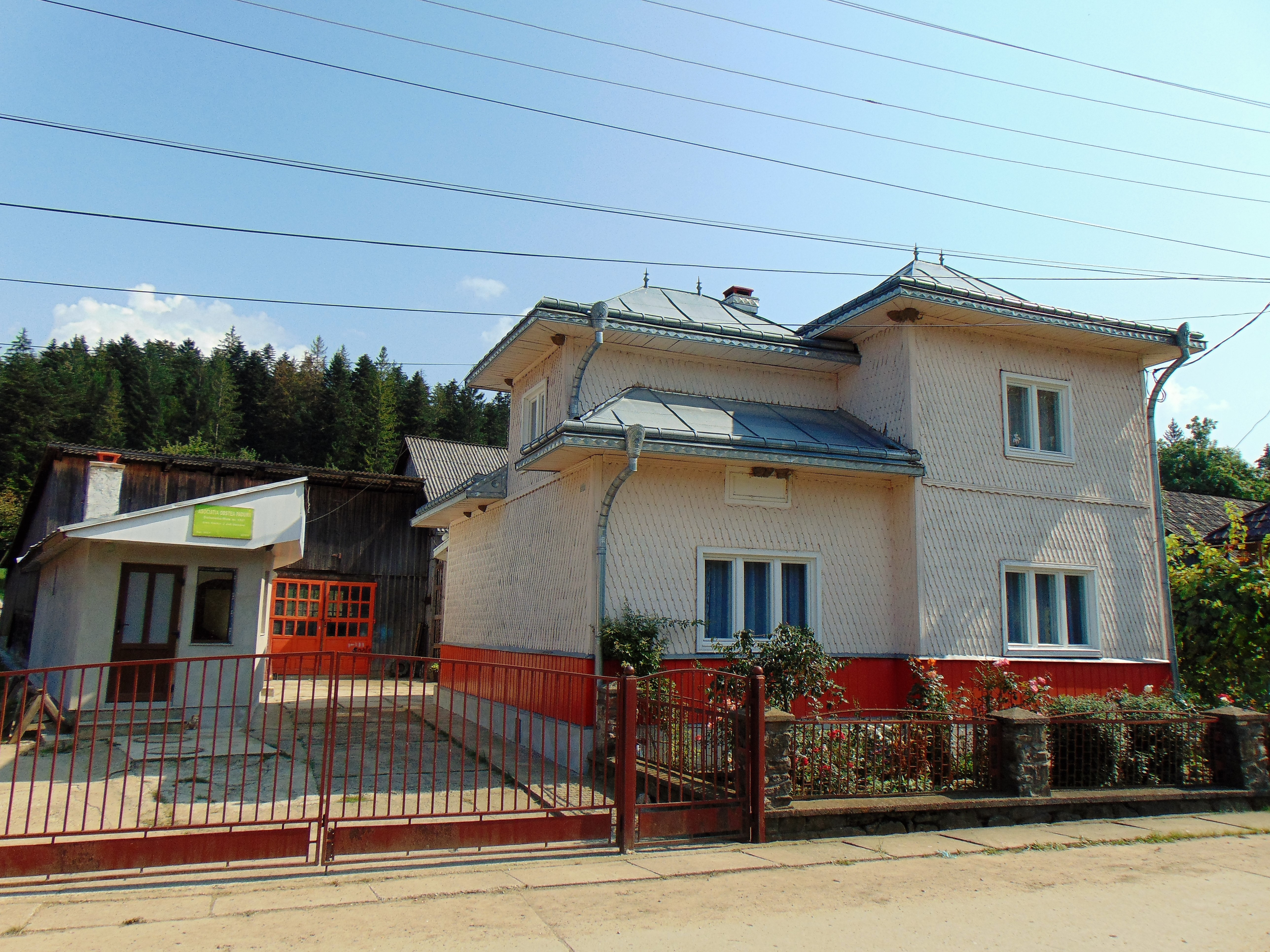
Dom w typowym stylu regionalnym

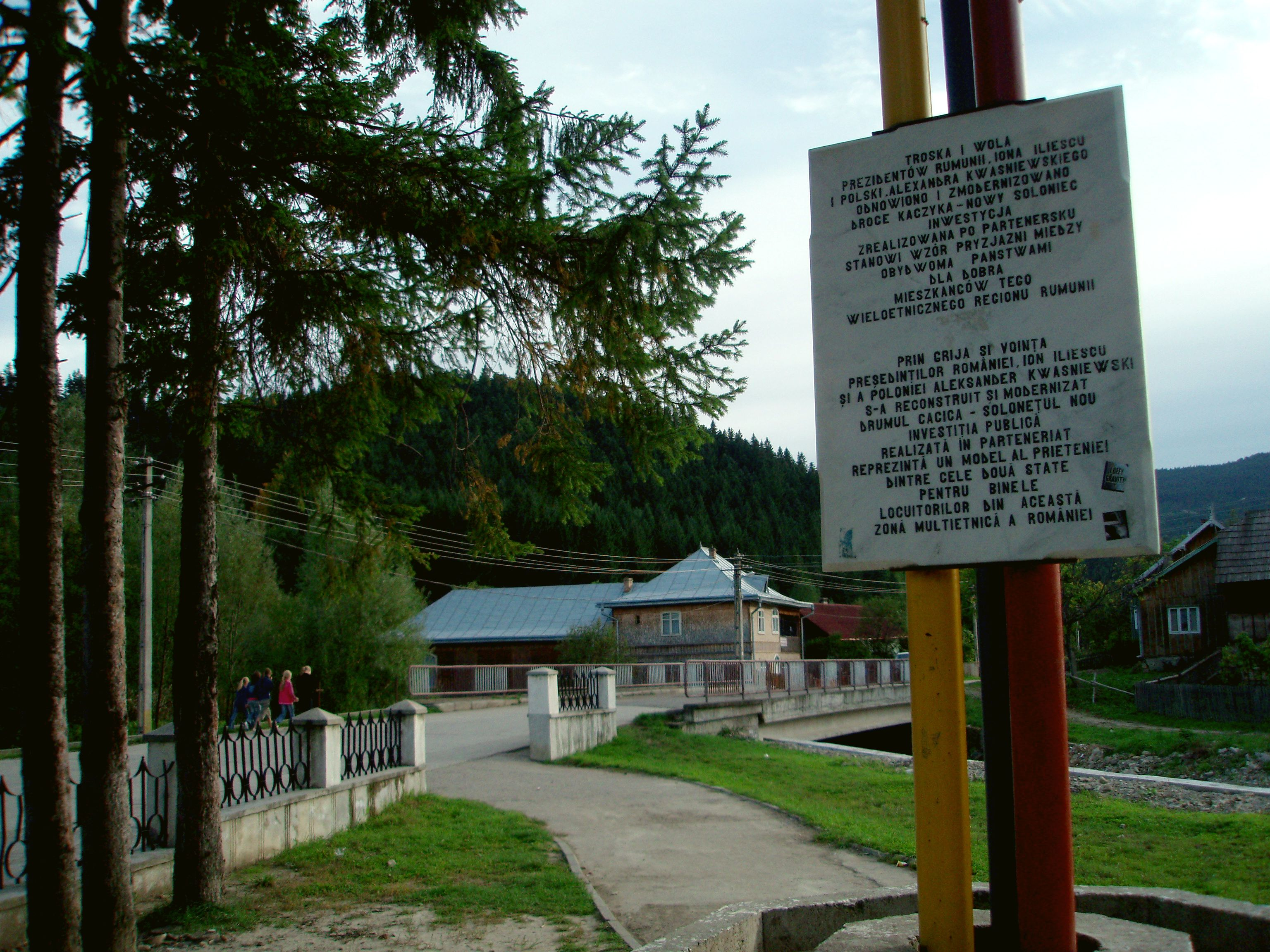
Tablica w centrum wsi upamiętniająca budowę nowej drogi

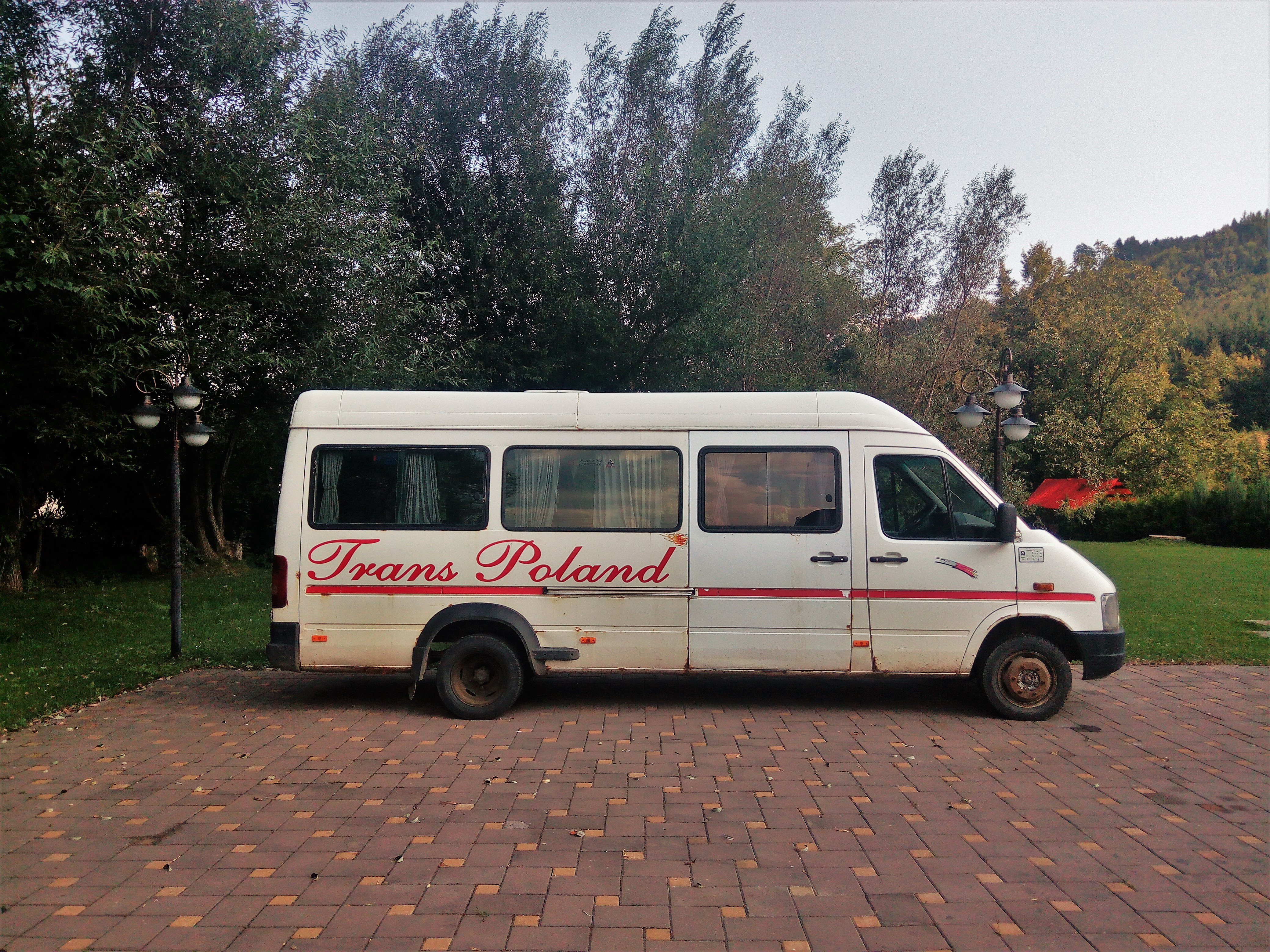
Minibus przewoźnika obsługującego połączenie Suczawa – Nowy Sołoniec

Nowy Soloniec, Nowy Sołoniec (rum. Solonețu Nou) – wieś w Rumunii, w okręgu Suczawa, w gminie Kaczyka. W 2011 roku liczyła 673 mieszkańców. Zamieszkana jest głównie przez Polaków, którzy stanowią blisko 90% ludności, a jej polska nazwa, obok rumuńskiej, jest nazwą urzędową. 

## Historia
W 1834 r. pochodzący z powiatu czadeckiego polscy mieszkańcy przeludnionej już wsi Hliboka skierowali podanie do starostwa w Czerniowcach domagając się przyznania im nowych terenów pod osadnictwo w majątku Solka. Zagrozili, że w razie odmowy przeniosą się do Mołdawii. Początkowo zarząd majątku zaproponował góralom nieurodzajne tereny w Suczawicy, jednak wkrótce zdecydował się oddać im do skolonizowania dolinę rzeki Sołoniec (zwaną Lichtenthal – jako przeznaczoną pierwotnie do osiedlenia tam Niemców sudeckich).
Jeszcze w październiku 1834 r. trzydzieści góralskich rodzin przeniosło się w dolinę Sołońca, gdzie każda z nich drogą losowania otrzymała na własność po 30 mórg nieuprawionego gruntu, obejmującego lasy i pastwiska. Parcele przeznaczone na zabudowę zostały wymierzone po obu stronach starej drogi wojskowej, a domostwa ze względów bezpieczeństwa miały być tak budowane, by zapewniało to optyczną łączność między nimi. Każda rodzina miała płacić rocznie tytułem czynszu gruntowego 20 grajcarów od jednej morgi, tytułem podatku 3 grajcary od morgi, natomiast za używanie drzewa opałowego z lasu 1 floren (czyli 60 grajcarów). Nowa wieś otrzymała nazwę Nowy Sołoniec. Początki zagospodarowania ziemi pod wyręby były trudne. Sołoniec należał w XIX wieku do parafii w Kaczyce, gdzie istniała kopalnia soli, zapewniająca pracę. Jednakże profil zawodowo-społeczny Polonii sołonieckiej był podobny do społeczności polskich z Pleszy i Pojany. Głównym zajęciem był wyrąb lasu i hodowla.
Pierwszy kościół powstał w Sołońcu w 1849 roku. W 1869 roku były tu 82 domy z 640 mieszkańcami. W 1880 roku było już 752 mieszkańców i 126 domów (w tym 15 domów z 75 mieszkańcami zachodniego przyczółka Majdan). Podziały etniczno-religijne były wówczas następujące: 744 katolików rzymskich (głównie Polaków), 2 greko-ormian i 6 Żydów.
W Sołońcu od 1870 roku istniała szkoła polska, wpierw jednoklasowa, potem dwu- i wreszcie trzyklasowa. Przy tej szkole nauczyciel Daniel Mielnik założył sad i ogródek i uczył górali metod szczepienia drzewek i mnożenia plonów. W Sołońcu nauka polskiego rozwijała się aż do zakazu narzuconego przez władze rumuńskie w latach 1927–1928, co doprowadziło do licznych protestów miejscowej ludności.
Na przełomie wieków XIX i XX ludność była namawiana do wyjazdów do Stanów Zjednoczonych, Brazylii i do Bośni. W latach 1888–1889 dwanaście rodzin pojechało do Brazylii, a w latach 1895–1910 czterdzieści rodzin pojechało do Bośni. Niektórzy z emigrantów wrócili i osiedlili się w pobliskiej Dumbrawie (rum. Cornu-Luncii). W 1911 roku kościółek został powiększony i w 1924 została ustanowiona w Sołońcu parafia rzymskokatolicka, obejmująca pobliską Pleszę. W 1921 roku została ukończona plebania. W latach 1928–1939 ks. Emanuel Dziewor, prof. historii naturalnej, rozpoczął budowę kościoła, lecz wojna nie pozwoliła mu jej skończyć. Dokończył to przedsięwzięcie ks. Józef Kledzik, a poświęcenie odbyło się 20 października 1940 roku.
W 1910 roku w Nowym Sołońcu mieszkało 813 osób, a w trzydzieści lat później (1940) już 958 Polaków. W wyniku działań wojennych w 1944 roku, Niemcy zajęli pozycje w Pleszy ponad Sołońcem, w czasie gdy Rosjanie trzymali Solkę. 3 maja 1944 roku mieszkańcy Sołońca opuścili wieś i uciekli do Treblecza, znajdującego się – po wojnie – po stronie ukraińskiej. Tak więc powrót do spalonej wsi był możliwy dopiero w 1945 roku. W wyniku akcji repatriacyjnej 165 rodzin (523 osoby) wyjechało do Polski. Przesiedlali się oni głównie w woj. zielonogórskie. W Sołońcu zostało mniej niż 200 rodzin polskich (527 osób), zabrakło jednak polskiego nauczyciela. We wsi, w której około 80% stanowili po wojnie Polacy, istniał Dom Polski, który został przekształcony przez władze rumuńskie w lokal wiejskiego kina objazdowego.
Po upadku rządów Nicolae Ceaușescu Sołoniec znów dostał polską szkołę. Obecnie w Nowym Solońcu istnieje Dom Polski.
W Solońcu w 1995 roku było 220 rodzin (718 osób). Droga w Solońcu została wyremontowana dzięki decyzji prezydenta A. Kwaśniewskiego, aby w ten sposób rozwiązać kwestię zadłużenia pomiędzy Rumunią a Polską.
Wieś jest najbardziej znaną z rumuńskich wsi polskich, między innymi dzięki grupie tańca ludowego „Sołonczanka”.